# Biuro rachunkowe
Biuro rachunkowe – przedsiębiorstwo uprawnione do prowadzenia ksiąg, które na podstawie umowy zawartej z podatnikiem świadczy usługi w tym zakresie.
Przedmiotem działalności biura rachunkowego jest wykonywanie w imieniu i na rzecz zlecającego usług w zakresie rachunkowości, prowadzenie dokumentacji płacowej i kadrowej itp. Poprzez zawarcie umowy zlecenia z biurem rachunkowym zleceniobiorca zleca, w zakresie określonym umową, wykonywanie ciążących na nim obowiązków z zakresu prawa podatkowego, prawa pracy, przepisów o ubezpieczeniu społecznym, przepisów z zakresu statystyki itp., podmiotowi zwanemu „biuro rachunkowe”.

## Zakres usług księgowych świadczonych przez biura rachunkowe obejmuje m.in.
- prowadzenie ksiąg rachunkowych,
- prowadzenie ksiąg przychodów i rozchodów,
- prowadzenie ewidencji przychodów (ryczałt),
- prowadzenie ewidencji środków trwałych i wyposażenia,
- prowadzenie ewidencji VAT,
- sporządzanie deklaracji VAT, PIT, CIT,
- składanie JPK,
- sporządzanie sprawozdań finansowych oraz sprawozdań do GUS,
- tworzenie planu kont oraz polityki rachunkowości

## Zakres usług kadrowo-płacowych świadczonych przez biura rachunkowe obejmuje m.in.
- prowadzenie akt osobowych pracowników,
- ewidencja urlopów, nadgodzin, zwolnień lekarskich itp.,
- sporządzanie list płac,
- rozliczanie umów cywilnoprawnych,
- sporządzanie raportów ZUS,
- rejestracja pracowników oraz członków ich rodzin do ZUS.

## Zakres dodatkowych usług świadczonych przez biura rachunkowe zależy od indywidualnej oferty danego biura, może obejmować np.
- pomoc przy zakładaniu działalności gospodarczej,
- pomoc w zakładaniu spółki z o.o., spółki cywilnej,
- wypełnianie wniosków kredytowych,
- sporządzanie raportów i analiz finansowych,
- tworzenie prognoz finansowych,
- monitorowanie należności,
- odbiór dokumentów od klienta,
- archiwizacja dokumentów.